# 铋溴酚
铋溴酚（國際非專利藥品名稱為Bibrocathol，商品名稱為Noviform及 Posiformin）是一种含铋的有機化合物，对粘膜和创伤具有杀菌、收敛和抑制分泌的作用。
其作用机制可以用其分子结构中含有酚衍生物四溴邻苯二酚和氢氧化铋来解释。铋溴酚可凝固粘膜和伤口表面的蛋白，收缩组织表层，从而形成一层防止病原侵入的保护膜。这种收敛作用导致对炎症和分泌的非特异性抑制效应。铋溴酚眼膏用于治疗慢性眼睑缘炎症（眼睑炎），角膜非感染性创伤，非特异性、非感染性外眼刺激。
Posiformin （页面存档备份，存于） 是铋溴酚眼膏，德国ursapharm 公司生产，用于治疗慢性眼睑缘炎症（眼睑炎），角膜非感染性创伤，非特异性、非感染性外眼刺激。
用法用量为：
应在结膜囊或患眼眼睑每日用药3-5次，每次使用0.5 cm的眼膏。
本品可一直使用到症状缓解。如症状持续或无改善，应立即咨询医师。
如何使用：
基本原则是，眼膏的管嘴不应接触眼睛或皮肤。打开管帽，将头稍向后仰，略收缩下眼睑，轻轻挤压药管，向结膜囊内挤出一小条眼药膏，慢慢闭上眼睛。使用后将药管重新小心盖好。